# Valentina Filippeschi
Valentina Filippeschi (Roma, 1º aprile 2009) è un'attrice italiana.

## Biografia
Nata a Roma, si avvicina al teatro all'età di otto anni frequentando un corso di teatro e dizione.
Dopo alcune esperienze teatrali debutta al cinema nel corto Delitto naturale di Valentina Bertuzzi, presentato alla selezione Cortometraggi Internazionali di Alice Nella Città; l'anno successivo è Sarah nel corto The Recycling Man, vincitore del CIAL per l'ambiente al Giffoni Film Festival 2021.
Nel 2022 interpreta Arianna nella serie Le cronache di Nanaria, in onda su Rai Gulp.
Nel 2023 è nel film Amen e a seguire è Chiara in Improvvisamente a Natale mi sposo.
Nel 2024 ha vinto il Premio Anna Magnani come giovane rivelazione.

## Filmografia

### Cinema
- Delitto naturale, regia di Valentina Bertuzzi (2019)
- The Recycling Man, regia di Carlo Ballauri (2020)
- Amen, regia di Andrea Baroni (2023)
- Improvvisamente a Natale mi sposo, regia di Francesco Patierno (2023)

### Televisione
- Le cronache di Nanaria - serie TV, (2023)

## Riconoscimenti
- Premio Anna Magnani (2024), come giovane rivelazione